# 井浦新
井浦 新（いうら あらた、1974年〈昭和49年〉9月15日 - ）は、日本の俳優、ファッションモデル、ファッションデザイナー。東京都日野市出身。本名同じ。旧芸名はARATA（あらた）。
ファッションブランド・ELNEST CREATIVE ACTIVITYディレクター、一般社団法人匠文化機構（たくみぶんかきこう）理事長。
ジャングルを経て、テンカラット所属。東京経済大学中退。

## 略歴
一浪して入学した大学在学中の19歳時、インディーズブランドのコレクションをきっかけに、モデル事務所にスカウトされて芸能界入り。デビュー当初は本名で活動し、その後ARATAを芸名としていた。
「元々は役者志望で芸能界に入ったわけではなかったので、最初は演技の仕事は記念のつもりぐらいでやっていた」という。そのため、「俳優という立場に自分の気持ちが追いつけなかったという意味では、閉塞感に近いものはあった。それこそ、作品の撮影終了後に作品の宣伝活動をするということも想像もつかなかったほどである」としている。
ファッションモデルとして、『MEN'S NON-NO』『an・an』『smart』『CHECK MATE』『asayan』『cool』他、各ファッション誌の表紙を飾る。1990年代後半にはパリ・コレクションをはじめ、東京コレクションなどで常にシーズンのトップモデルとして出演を果たす。
1998年11月に独自ブランド"REVOLVER"をオープンする。REVOLVER内で、小リリースラインのFARRELLを展開。2007年から改名し、自身のブランド"ELNEST CREATIVE ACTIVITY"をもって独立し、本格的なデザイン活動を展開している。
俳優業では、1999年公開の『ワンダフルライフ』のオーディションを受け、映画初主演。その後、2002年公開の『ピンポン』にメインキャストとして出演。2004年に公開された『青い車』では、セルフスタイリングで自身のブランドであったREVOLVERを着用して出演している。
2010年に放送されたドラマ『チェイス〜国税査察官〜』に出演し、第65回ザテレビジョンドラマアカデミー賞 助演男優賞を受賞。映画だけでなくテレビドラマや舞台にも出演し、活動の幅を広げている。
長らく「ARATA」名義で活動していたが、2012年の『平清盛』に本名で出演することが2011年11月に番組公式ホームページで明らかにされ、2012年より所属事務所の公式ホームページに本名で活動することが告知された。芸名を本名に戻す理由について、2012年6月に公開された映画『11・25自決の日 三島由紀夫と若者たち』に三島役で出演した際に「三島さんを演じた役者の名前が、アルファベット表記でエンドロールに出ることは好ましくない」と考えたからと述べている。
2012年10月に映画監督の若松孝二が死去した際は、晩年の作品に多数出演していた縁で、告別式で弔辞を読んだ。
同年、ベストジーニスト、ベストフォーマリストの2賞を受賞した。12月22日-2013年3月3日に、箱根 彫刻の森美術館で初の写真展を開催した。
2013年4月より京都国立博物館の「文化大使」に就任し、NHKの教養番組『日曜美術館』司会、文化財修復保護や日本の伝統工芸継承の支援などを目的とする一般社団法人匠文化機構の理事長に就任するなど、美術や伝統工芸に強い関心を持ち活動している。
2021年2月、コロナ禍で苦境にあえぐ小規模映画館を支援するため、斎藤工、渡辺真起子らと共にミニシアター支援プラットフォーム『Mini Theater Park』を立ち上げた。

## 人物
- 2児の父。2017年のインタビューでは「子どもにもできるであろう趣味を一緒に共有して一緒に遊ぶことで、子どもの感性を知ったり、逆に自分も子どもにしかない感性を教わったりしています」と話している[6]。
- 「瑛太を役者として愛してやまない」と語っており、演技の幅の広さや表現力の豊かさ、ストイックな姿勢を尊敬している。後に映画『光』で共演が実現した際には「今回はお互いが本能のままに演じ、キャッチボールができたのもうれしかった。本能のままに演じるというのは、もろくて壊れやすい側面もあるので、危険な行為だと思うんです。でも、お互いが直感のままに感じたことをやり、作品として成立できたことは感動ですね」と語っており、その後は友人として深い関係が続いている[6]。
- プロレスラー・小橋建太のコスチュームデザインを担当しており、2013年5月11日に行われた「小橋建太引退記念試合」では、引退セレモニーで花束贈呈をした。引退後に小橋が設立した会社のロゴデザインも手がける[16][17]。
- なぞかけ漫談家のタレント「ねづっち」は出身の平山中学校で同学年だが、一度も同じクラスになったことがない。

## 出演
※太字は主要キャスト

### 映画
- ワンダフルライフ（1999年、監督:是枝裕和） - 主演・望月隆 役
- シェイディーグローブ（1999年、監督:青山真治） - 甲野慎吾 役
- ちんちろまい（2000年、監督 大森一樹）正木輝　役
- DISTANCE（2001年、監督:是枝裕和） - 主演・敦 役
- ピンポン（2002年、監督:曽利文彦） - 月本誠 / スマイル 役
- 青い車（2004年、監督:奥原浩志） - 主演・リチオ 役
- ジーナ・K（2005年、監督:藤江儀全） - 菊池オサム 役
- パラダイスナウ（2005年、監督 ハニ アブ アサド）サイード　役
- 真夜中の弥次さん喜多さん（2005年、監督:宮藤官九郎） - バーテン 役
- 幽閉者 テロリスト（2007年、監督:足立正生） - サブリーダー 役
- The焼肉ムービー プルコギ（2007年、監督:グ・スーヨン） - 巨大焼肉チェーン店 虎王 御曹司トラオ 役
- 実録・連合赤軍 あさま山荘への道程（2008年、監督:若松孝二） - 坂口弘 役
- 砂の影（2008年、監督:甲斐田祐輔） - 真島 役
- 蛇にピアス（2008年、監督:蜷川幸雄） - シバ 役
- 20世紀少年 <第1章> 終わりの始まり（2008年、監督:堤幸彦） - 田村マサオ 役
  - 20世紀少年 <第2章> 最後の希望（2009年、監督:堤幸彦） - 田村マサオ 役
  - 20世紀少年 <最終章> ぼくらの旗（2009年、監督:堤幸彦） - 田村マサオ 役
- 渋谷（2009年、監督:西谷真一） - 店員 役
- ウルトラミラクルラブストーリー（2009年、監督:横浜聡子） - 島田要 役
- 空気人形（2009年、監督:是枝裕和） - 純一 役
- ジョン・ラーベ 〜南京のシンドラー〜（2009年ドイツ・フランス・スペイン・アメリカ公開）ドイツ映画賞受賞作品 - 小瀬少佐 役
- ソラニン（2010年、監督:三木孝浩） - 冴木隆太郎 役
- 座頭市 THE LAST（2010年、監督:阪本順治） - 十蔵 役
- トルソ（2010年、監督:山崎裕）
- キャタピラー（2010年、監督:若松孝二） - 軍人2 役
- ハナミズキ（2010年、監督:土井裕泰） - 平沢圭一 役
- 君に届け（2010年、監督:熊澤尚人） - 荒井一市 役
- 行きずりの街（2010年、監督:阪本順治）  - 神山文彦 役
- 海燕ホテル・ブルー（2012年、監督:若松孝二） - 富谷正和 役
- 11・25自決の日 三島由紀夫と若者たち（2012年、監督:若松孝二） - 主演・三島由紀夫 役
- かぞくのくに（2012年、監督:梁英姫） - ソンホ 役
- 莫逆家族-バクギャクファミーリア-（2012年、監督:熊切和嘉） - 火野鉄新 役
- 横道世之介（2013年、監督:沖田修一） - 室田恵介 役
- すーちゃん まいちゃん さわ子さん（2013年、監督:御法川修）- 中田誠一郎 役
- 千年の愉楽（2013年、監督:若松孝二）- 中本彦之助 役
- さよなら渓谷（2013年、監督:大森立嗣）
- そして父になる（2013年、監督:是枝裕和）- 山辺真一 役
- 彌勒 MIROKU（2013年、監督:林海象）- 鬼 役
- ジ、エクストリーム、スキヤキ（2013年、監督:前田司郎）- 洞口 役
- 楽隊のうさぎ（2013年、監督:鈴木卓爾）
- 半分ノ世界（2014年、監督:斎藤工）
- ふしぎな岬の物語（2014年、監督:成島出） - 大沢克彦 役
- 三里塚に生きる（2014年） - 朗読
- 悼む人（2015年、監督:堤幸彦） - 甲水朔也 役
- 白河夜船（2015年[18]、監督:若木信吾） - 岩永 役[19]
- ブラフマン（2015年、監督:箭内道彦） - 語り[20]
- ジョン・ラーベ 〜南京のシンドラー〜（2015年、監督:フローリアン・ガレンベルガー） - 小瀬少佐 役、2009年の同作が日本公開
- HiGH&LOW THE MOVIE（2016年、監督:久保茂昭） - 龍也 役
- 二十六夜待ち（2017年、監督:越川道夫） - 杉谷 役
- 光（2017年、監督:大森立嗣） - 主演・信之 役[21]
- ニワトリ★スター（2018年、監督:かなた狼） - 主演・雨屋草太 役
  - ニワトリ☆フェニックス（2022年4月15日、監督:かなた狼） - 主演・雨屋草太 役
- 返還交渉人 -いつか、沖縄を取り戻す-（2018年[22]） - 主演・千葉一夫 役
- 菊とギロチン（2018年、監督:瀬々敬久） - 村木源次郎 役
- 止められるか、俺たちを（2018年、監督:白石和彌） - 若松孝二 役
  - 青春ジャック 止められるか、俺たちを2（2024年、監督:井上淳一） - 主演・若松孝二 役[23]
- 赤い雪 Red Snow（2019年、監督:甲斐さやか） - 木立省吾 役
- こはく（2019年、監督:横尾初喜） - 主演・広永亮太 役[24]
- 嵐電（2019年[25]、監督:鈴木卓爾） - 主演・平岡衛星 役[26]
- 宮本から君へ（2019年、監督:真利子哲也） - 風間裕二 役[27]
- スマホを落としただけなのに 囚われの殺人鬼（2020年、監督:中田秀夫）兵頭彰 役[28]
  - スマホを落としただけなのに 〜最終章〜 ファイナル ハッキング ゲーム（2024年11月1日、監督：中田秀夫）[29]
- 朝が来る（2020年10月23日、監督:河瀨直美） - 栗原清和 役[30]
- おもいで写眞（2021年1月29日、監督:熊澤尚人）[31]- 居酒屋の大将 役
- 劇場版 殺意の道程（2021年2月5日公開、監督:住田崇） - 主演・窪田一馬 役[32][33]
- シュシュシュの娘（2021年8月21日、監督:入江悠） - 間野幸二 役
- 達人 THE MASTER（2021年9月10日、監督:横尾初喜）[34]
- かそけきサンカヨウ（2021年10月15日、監督:今泉力哉） - 国木田直 役[35][36]
- 恋する寄生虫（2021年11月12日、監督:柿本ケンサク） - 和泉 役[37]
- 麻希のいる世界（2022年1月29日、監督:塩田明彦） - 井波宗介 役[38]
- ニワトリ☆フェニックス（2022年4月15日、監督:かなた狼） - 主演・雨屋草太 役
- こちらあみ子（2022年7月8日、監督:森井勇佑） - お父さん・哲郎 役
- 福田村事件（2023年9月1日、監督:森達也） - 主演・澤田智一 役[39]
- アンダーカレント（2023年10月6日、監督:今泉力哉） - 堀隆之 役[40]
- 人生に詰んだ元アイドルは、赤の他人のおっさんと住む選択をした（2023年11月3日、監督:穐山茉由） - ササポン 役[41][42]
- 青春ジャック 止められるか、俺たちを2（2024年、監督:井上淳一） - 主演・若松孝二 役[23]
- ゴールデンカムイ（2024年1月19日、監督:久保茂昭） - アチャ 役[43]
- 東京カウボーイ（2024年6月7日、監督:マーク・マリオット） - 主演・坂井英輝 役[44][45]
- ラストマイル（2024年8月23日、監督：塚原あゆ子） - 中堂系 役[46]
- 徒花-ADABANA-（2024年10月18日、監督：甲斐さやか） - 主演・新次 役[47]
- MIRRORLIAR FILMS Season6「カフネの祈り」（2024年12月13日、監督：増田彩来）[48]
- 世界征服やめた（2025年2月7日、監督：北村匠海） - 店長 役[49]
- 岸辺露伴は動かない 懺悔室（2025年5月23日、監督：渡辺一貴） - 田宮 役[50]
- こんな事があった（2025年9月13日公開予定、監督：松井良彦） - 篤人 役[51]

### ドラマ

#### テレビドラマ
- デリパンダ〜おしゃべりデリ坊、東京ド真ん中配達中〜 第12話（2008年9月21日、テレビ東京）
- 最後の戦犯（2008年12月7日、NHK総合） - 主演・吉村修 役
- リミット -刑事の現場2- 第4話・最終話（2009年8月、NHK総合） - 黒川真治 役
- ニュース速報は流れた（2009年11月18日 -  2010年4月21日、フジテレビNEXT） - 仲村鷹彦 役
- チェイス〜国税査察官〜（2010年4月17日 - 5月22日、NHK総合） - 村雲修次 役
- 歸國（2010年8月14日、TBS） - 志村伍長 役
- モリのアサガオ（2010年10月18日 - 12月20日、テレビ東京） - 渡瀬満 役
- 最後の晩餐 〜刑事・遠野一行と七人の容疑者〜（2011年5月14日、テレビ朝日） - 安西雄哉 役
- 陽はまた昇る（2011年7月21日 - 9月15日、テレビ朝日） - 安西雄哉 役
- 人間昆虫記（2011年7月31日 - 9月11日、WOWOW） - 水野瞭太郎 役
- 蜜の味〜A Taste Of Honey〜（2011年10月13日 - 12月22日、フジテレビ） - 池澤雅人 役
- 大河ドラマ（NHK総合） 
  - 平清盛 第7回 - 第30回（2012年2月19日 - 7月29日） - 崇徳上皇 役
  - 光る君へ 第1回 - 第17回（2024年1月7日 - 4月28日） - 藤原道隆 役[52]
- リッチマン、プアウーマン（2012年7月9日 - 9月17日、フジテレビ） - 朝比奈恒介 役
  - リッチマン、プアウーマン in ニューヨーク（2013年4月1日）
- ビブリア古書堂の事件手帖 第7話（2013年2月25日、フジテレビ） - 須崎 役
- 島の先生（2013年5月25日 - 6月27日、NHK総合） - 田嶋彰芳 役
- スペシャルドラマ「恋」（2013年12月16日、TBS） - 片瀬信太郎 役
- 連続ドラマW（WOWOW）
  - かなたの子（2013年12月） - 富士登山ガイドの野澤亮一 役
  - 両刃の斧（2022年11月13日 - 12月18日） - 主演・川澄成克 役（柴田恭兵とW主演）[53]
- お葬式で会いましょう（2014年5月5日、NHK総合） - 大田黒純一 役
- 同窓生〜人は、三度、恋をする〜（2014年7月10日 - 9月11日、TBS） - 主演・柳健太 役
- 探偵の探偵（2015年7月9日 - 9月17日、フジテレビ） - 須磨康臣 役
- HiGH&LOW〜THE STORY OF S.W.O.R.D.〜 シーズン2（2016年4月 - 6月、日本テレビ） - 龍也 役
- コントレール〜罪と恋〜（2016年4月15日 - 6月10日、NHK総合） - 長部瞭司 役[54]
- スペシャルドラマ「返還交渉人 ―いつか、沖縄を取り戻す―」（2017年8月12日、NHK BSプレミアム） - 主演・千葉一夫 役
- アンナチュラル（2018年1月12日 - 3月16日、TBS） - 中堂系 役[55]
- 健康で文化的な最低限度の生活（2018年7月17日 - 9月18日、関西テレビ・フジテレビ） - 半田明伸 役[56]
- レ・ミゼラブル 終わりなき旅路（2019年1月6日、フジテレビ） - 主演・斎藤涼介 役（ディーン・フジオカとのダブル主演）[57]
- BRIDGE はじまりは1995.1.17神戸（2019年1月15日、関西テレビ・フジテレビ系） - 主演・高倉昭 役[58]
- 連続テレビ小説 なつぞら 第31話 - 第144話（2019年5月6日 - 9月14日、NHK総合） - 仲努 役[59]
- ニッポンノワール-刑事Yの反乱-（2019年10月13日 - 12月15日、日本テレビ） - 才門要 役[60]
- 歩くひと（2020年4月5日 - 3月21日、NHK BS4K） -  主演・歩くひと 役[61]
- 路〜台湾エクスプレス〜（2020年5月16日 - 30日、NHK総合） - 安西誠 役[62]
- MIU404 第8話（2020年8月14日、TBS） - 中堂系 役（声の出演）
- 殺意の道程（2020年11月10日 - 12月22日、WOWOWプライム） - 主演・窪田一馬 役[63]
- にじいろカルテ（2021年1月21日 - 3月18日、テレビ朝日） - 浅黄朔 役[64]
- あのときキスしておけば（2021年4月30日 - 6月18日、テレビ朝日） - 唯月巴／田中マサオ 役[65]
- 最愛（2021年10月15日 - 12月17日、TBS） - 加瀬賢一郎 役[66][67]
- 両刃の斧（2022年11月13日 - 12月18日） - 主演・川澄成克 役（柴田恭兵とW主演）[53]
- unknown 第3話-最終話（2023年5月2日 - 6月13日、テレビ朝日） - 一条彪牙 役[68]
- 月とケーキ（2023年10月10日 - 2024年1月9日、フジテレビ） - 慎 役
  - 月とケーキ2（2024年1月16日 - 、フジテレビ）
- 光る君へ 第1回 - 第17回（2024年1月7日 - 4月28日） - 藤原道隆 役[52]
- おっさんずラブ-リターンズ-（2024年1月5日 - 3月1日、テレビ朝日） - 和泉幸 役[69]
- アンメット ある脳外科医の日記（2024年4月15日 - 6月24日、関西テレビ・フジテレビ） - 大迫紘一 役[70][71]
- 連続ドラマW ゴールデンカムイ -北海道刺青囚人争奪編- 第2話・第3話・第6話 - 最終話（2024年10月13日・20日・11月10日 - 12月1日、WOWOW） - ウイルク 役[72][73]
- 無能の鷹（2024年10月11日 - 11月29日、テレビ朝日） - 鳩山樹 役[74]
- スロウトレイン（2025年1月2日、TBS） - 目黒時生 役[75]
- DOPE 麻薬取締部特捜課（2025年7月4日 - 、TBS） - ジウ 役[76][77]

#### 配信ドラマ
- 眠れぬ真珠（2015年4月22日配信（全4話）、dTV） - 三宅卓治 役
- にじいろカルテ 大乱闘バレンタイン編（2021年2月11日・18日、TELASA） - 主演・浅黄朔 役[78]
- SEIKAの空（2021年5月29日 - 6月12日、TELASA） - 不知火コン乃介 役[79]
- First Love 初恋（2022年11月24日配信（全9話）、Netflix） - 昭比古 役[80]
- 舞妓さんちのまかないさん（2023年1月12日配信（全9話）、Netflix） - 田辺雅弘 役[81]
- おっさんずラブ‐リターンズ‐ スピンオフドラマ 禁断のグータンヌーボ（2024年3月2日 - 9日、TELASA） - 和泉幸 役[82]
- 呪縛少女バギラちゃん 第2話（2025年4月4日、Youtube）-斑目 役

### 劇場アニメ
- ドラゴンクエスト ユア・ストーリー（2019年8月2日、東宝） - ミルドラース 役
- 神在月のこども（2021年10月8日、イオンエンターテイメント） - 葉山典正 役[83]

### ゲーム
- 龍が如く0 誓いの場所（2015年春、PS4・PS3） - 立華鉄 役[84]

### 吹き替え
- パラダイス・ナウ（2007年、ハニ・アブ・アサド監督） - 主演・サイード 役
- ウルフウォーカー（2020年10月30日、チャイルド・フィルム） - ビル 役[85]

### ドキュメンタリー
- TOP OF JAPAN（1996年、MTV JAPAN）
- 男前列伝〜オトコが惚れる表現者の物語〜（2010年10月2日、NHKBShi）‐ 曾我蕭白×ARATA
- ETV特集「“小さな金融”が世界を変える 〜アメリカ発 元銀行マンの挑戦〜」(2010年10月10日、NHK教育 (現・Eテレ)) - ナレーション
- ソロモン流（2010年10月17日、テレビ東京）
- 美の巨人たち（2010年10月23日、テレビ東京）
- 新美の巨人たち（2019年4月 - 、テレビ東京） - Art Traveler
- 井浦新 暁時、黄昏（2012年12月23日、BSフジ）
- 日曜美術館（2013年4月 - 2018年3月、NHK Eテレ）
  - 日曜美術館 特別編 井浦新のにっぽん美の旅（2014年12月28日、NHK Eテレ）
- 京都別荘「はなやぎの春 すずやかに夏」（2014年7月19日、NHK BSプレミアム）
- 井浦新 アジアハイウェイを行く（2015年4月11日 - 、NHK BSプレミアム）
- 阿修羅 1300年の新事実（2017年3月23日、 NHK総合）
- 世界に誇る夢の超特急〜新幹線開発物語（2017年3月26日、BS-TBS） - ナレーション
- じゅん散歩（2021年2月23日・24日・25日、4月26日・29日・30日、テレビ朝日）[86][87]
- 教育と愛国（2022年、映画版） - ナレーション

### トーク番組
- ボクらの時代 (2010年8月29日） - 寺島しのぶ×若松孝二×ARATA
- ホンネ日和（2011年4月 - 2012年3月、中部日本放送）
- ボクらの時代 (2018年10月14日） - 成田凌×奥田瑛二×井浦新

### ラジオ
- DOCOMO シーソーメール〜SHE SAW MAIL〜シーズン4 (2010年11月、TOKYO-FM） - 山下雄太 役

### 舞台
- マレーヒルの幻影（2009年、岩松了演出）

### CM
- 家庭教師のトライ（2000年）
- フジテレビ企業広告（2002年）
- サントリー ウーロン茶（2002年） - ナレーション
- ユニクロ（2007年）
- ソニー プレイステーション3（2009年）
- コーワ 液キャベ（2010年）
- キユーピー キユーピーライト（2011年） - ナレーション
- ヤクルト化粧品「リベシィホワイト」（2011年） - ナレーション
- 森永乳業 マウントレーニア（2012年10月5日 - ）
- 眼鏡市場（2012年）
- 東京国立博物館東洋館リニューアルオープン ポスターモデル・開館記念式典ゲストにも出席[88]
- 大和ハウス工業 新参者編・映画監督役（2013年 - ）
- ダイドーブレンド（2018年 - ） - 安田顕、満島真之介と共演
- セルスター工業「ドライブレコーダー、という愛情があります。」編（2019年2月 - ）
- アキビュー スマート調光（2019年11月）
- ジョンソンエンドジョンソン「アキュビュー」（2019年11月 - ）
- 東洋館出版社「板書シリーズ」（2020年3月 - ） - イメージキャラクター[89]
- Honda「VEZEL」（2021年4月 - ）
- JINS「Airframe」（2022年3月 -  ） - 佐久間由衣、オズワルドと共演[90]
- JT「ひといき習慣」（2022年6月 - ） - 黒島結菜と共演[91]
- キリンビール「氷結 無糖」（2024年11月 - ）[92]

### WEBムービー
- コミックシーモア『この男は人生最大の過ちです』予告編風動画（2019年） - 天城恭一 役[93]

### PV
- HUSKING BEE「THE SUN AND THE MOON」（1999年）
- スチャダラパー「ライツカメラアクション」（2008年）
- LOW IQ 01「Thorn in My Side」（2019年）

### ナレーション
- 日本科学未来館「バースデイ 〜宇宙とわたしをつなぐもの〜」(2009年)
- コニカミノルタ「星地巡礼 -Premium Nights-」(2023年、2024年再上映)

### 新聞
- 学生新聞[94]

## 受賞歴
1999年度
- 第14回高崎映画祭 最優秀新人男優賞（『ワンダフルライフ』）

2002年度
- 第17回高崎映画祭 最優秀助演男優賞（『ピンポン』）

2009年度
- 第24回高崎映画祭 最優秀主演男優賞（『空気人形』）

2010年度
- 第65回ザテレビジョンドラマアカデミー賞 助演男優賞（『チェイス〜国税査察官〜』）

2012年度
- 第55回ブルーリボン賞 助演男優賞（『かぞくのくに』）
- おおさかシネマフェスティバル2013 主演男優賞（『かぞくのくに』『11・25自決の日 三島由紀夫と若者たち』）
- 第22回日本映画プロフェッショナル大賞 主演男優賞（『11・25 自決の日　三島由紀夫と若者たち』『海燕ホテル・ブルー』）

2018年度
- 第96回ザテレビジョンドラマアカデミー賞 助演男優賞（『アンナチュラル』）
- 第11回コンフィデンスアワード・ドラマ賞 助演男優賞（『アンナチュラル』）

2019年度
- 第11回TAMA映画賞 最優秀男優賞（『嵐電』『こはく』『赤い雪 Red Snow』『止められるか、俺たちを』『宮本から君へ』ほか）

2024年度
- 第30回宮崎映画祭 金のはにわ賞 男優賞（『青春ジャック 止められるか、俺たちを2』）

## モデル活動

### ファッションショー
- CK Calvin Klein
- リチャードエドワード
- SHINICHIRO ARAKAWA
- 20471120
- beauty&beast
- LAD MUSICIAN
- OZONE COMMUNITY
- MILK
- KEITA MARUYAMA HOMME (丸山敬太)
- W&LT（パリコレクション）

### 雑誌
- MEN'S NON-NO
- an・an
- POPEYE
- smart
- smartMAX
- CHECK MATE
- COOL
- STUDIO VOICE
- switch
- 流行通信
- CUT
- H
- COOLTRANS
- OUTDOOR MAGINE "GO OUT"
- Pen+
- UOMO
- DOKUSO
- BIG ISSUE

## 展覧会
- 井浦新 空は暁、黄昏れ展（2012年12月22日 - 2013年3月3日、箱根 彫刻の森美術館）

## 書籍
- 京のろおじ 暮らす旅 京都（2013年12月、阪急コミュニケーションズ） - 「旅の案内人」として登場[102]
- 井浦新の美術探検 東京国立博物館の巻（2014年3月、東京美術）[103]